# Charidotella sinuata
Charidotella sinuata es un coleóptero de la familia Chrysomelidae.
Fue descrita científicamente en 1894 por Champion.